# Liên bộ Mười chân
Siêu bộ Mười chân (danh pháp khoa học: Decapodiformes) là một siêu bộ trong lớp Chân đầu (Cephalopoda), bao gồm tất cả các loài mực với 10 chi; tên gọi của nó có nguồn gốc từ tiếng Hy Lạp và có nghĩa là mười chân. Mười chi của chúng được chia ra thành 8 tay và 2 xúc tu. Người ta giả định rằng coleoid tổ tiên có 5 cặp chi giống nhau và một nhánh đã tiến hóa để biến đổi cặp tay thứ IV và trở thành các loài của siêu bộ Decapodiformes. Một nhánh khác cũng tiến hóa và cuối cùng mất đi cặp tay thứ II, trở thành các loài của siêu bộ Octopodiformes.
Siêu bộ Decapodiformes bao gồm các bộ sau:
- ?Bộ †Boletzkyida
- Bộ Spirulida: Mực ống sừng cừu
- Bộ Sepiida: Mực nang
- Bộ Sepiolida: Mực ống đuôi cụt, mực ống lùn
- Bộ Teuthida: Mực ống